# Xã Vale, Quận Butte, Nam Dakota
Xã Vale (tiếng Anh: Vale Township) là một xã thuộc quận Butte, tiểu bang Nam Dakota, Hoa Kỳ. Năm 2010, dân số của xã này là 120 người.